# Два вікові дуби
Два вікові́ дуби́ — ботанічна пам'ятка природи місцевого значення в Україні. Розташована неподалік від північної околиці міста Трускавець Львівської області, при автошляху Т 1402 Трускавець — Львів. 
Площа 0,02 га. Статус надано згідно з рішенням Львівської облради від 2.10.1970 року № 634. Перебуває у віданні ДП «Дрогобицький лісгосп» (Трускавецьке лісництво). 
Статус надано з метою збереження двох вікових дубів черешчатих.